# Аліїн
Аліїн (алліїн; англ. Alliin) — сульфоксид, який є природною складовою свіжого часнику. Похідний амінокислоти цистеїн. Коли свіжий часник подрібнюють, фермент аліїназа перетворює аліїн на аліцин, який відповідає за аромат свіжого часнику.
Часник використовувався з античності як терапевтичний засіб при певних станах, які тепер пов'язують із отруєнням киснем, а коли це було досліджено, часник і справді виявив сильні антиоксидантні та гідроксильні радикальні властивості, як вважається завдяки вмісту аліїну. Встановлено також, що аліїн впливає на імунні реакції крові.
Аліїн був першим природним продуктом, у якому було виявлено як вуглецеву, так і сірко-центровану стереохімію.

## Хімічний синтез
Про успішний синтез вперше повідомили Столл і Зеебек у 1951 році. Він починається алкілювання L-цистеїну з алілбромідом з утворенням деоксиаліїну. Окислення цього сульфіду пероксидом водню дає обидва діастереомери L-аліїну, що відрізняються орієнтацією атома кисню на стереоцентрі сірки.
Новіший спосіб, про який повідомили Кох та Койсген у 1998 р. дозволяє стереоспецифічне окислення за умов, подібних до асиметричного епоксидування Шарплеса. Хіральний каталізатор отримують з діетилартрату та ізопропоксиду титану.